# 蒙古沙鸻
蒙古沙鸻为鸻科鸻属的鸟类。该物种的模式产地在西伯利亚。世界鳥類學家聯合會（IOU）將青藏沙鴴從蒙古沙鸻中分出，並將其英文俗名從小沙鴴（Lesser Sand Plover）改為西伯利亞沙鴴（Siberian sand plover）。其特定名稱mongolus來自拉丁文，指的是蒙古，在命名時該名稱所指的範圍比現在的國家更大。

## 分類
蒙古沙鴴與青藏沙鴴以前被認為屬於同一物種「小沙鴴」，其物種複合體內含有五個亞種。然而，2022年發表的一項研究表明，在小沙鴴中被標識為「mongolus」的群體（現在被認定為蒙古沙鴴）實際上是鐵嘴沙鴴的姊妹群體。此外，被標識為「atrifrons」的群體（代表青藏沙鴴）是由「mongolus」群體和鐵嘴沙鴴所構成的單系群體的姊妹群體。
|  | 青藏沙鴴（小沙鴴的「atrifrons」群體）                                             |
|  |                                                                                   |
|  | \| \| 蒙古沙鴴（小沙鴴的「mongolus」群體） \| \| \| \| \| \| 鐵嘴沙鴴 \| \| \| \| |
|  |                                                                                   |
|  | 蒙古沙鴴（小沙鴴的「mongolus」群體）                                              |
|  |                                                                                   |
|  | 鐵嘴沙鴴                                                                          |
|  |                                                                                   |

這意味著小沙鴴是並系群，因此需要進行分類修訂。作者為它們提出了新的科學和英文名稱。東亞的大型形態群mongolus和stegmanni，目前被認定為蒙古沙鴴（Anarhynchus mongolus）；而青藏高原的形態群現在稱為青藏沙鴴（Anarhynchus atrifrons），包括atrifrons、pamirensis和schaeferi這三個亞種。
IOU在2023年接受了小沙鴴的分裂與重新命名。

## 亚种
- 蒙古沙鸻西藏亚种（学名：Anarhynchus mongolus atrifrons）。在中国大陆，分布于西藏等地。该物种的模式产地在孟加拉国。[6]
- 蒙古沙鸻指名亚种（学名：Anarhynchus mongolus mongolus）。在中国大陆，分布于华东等地。该物种的模式产地在西伯利亚。[7]
- 蒙古沙鸻新疆亚种（学名：Anarhynchus mongolus pamirensis）。在中国大陆，分布于新疆等地。该物种的模式产地在阿富汗帕米尔高原和新疆。[8]
- 蒙古沙鸻青海亚种（学名：Anarhynchus mongolus schaferi）。在中国大陆，分布于青海等地。该物种的模式产地在青海。[9]
- 蒙古沙鸻台湾亚种（学名：Anarhynchus mongolus stegmanni）。分布于台湾等地。[10]

2022年，研究人员基于遗传进化分析及结合鸣声数据研究结果，将蒙古沙鸻的西藏亚种、新疆亚种和青海亚种作为独立种青藏沙鸻（Charadrius atrifrons）。而分种之后的蒙古沙鸻仅包含指名亚种和台湾亚种两个亚种。

## 描述

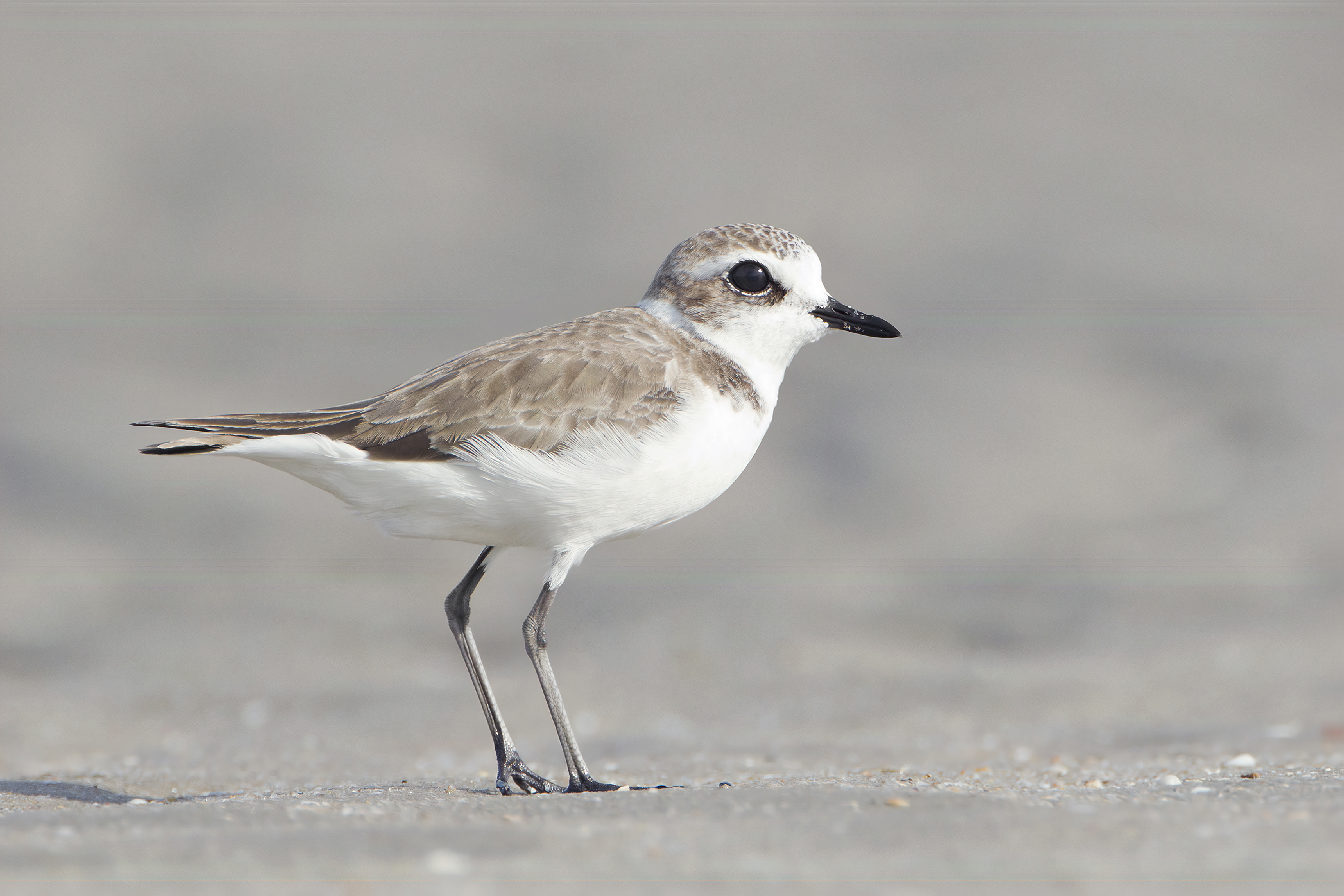

這種體型粗壯的鴴擁有長腿和長喙。繁殖期的雄鳥背部呈灰色，腹部呈白色。胸部、額頭和後頸呈栗色，並有黑色的眼罩。雌鳥顏色較暗淡，冬季和幼鳥缺少栗色，僅頭部略帶紅褐色。腿部呈深色，鳥喙為黑色。
在所有羽色中，這個物種與鐵嘴沙鴴（Charadrius leschenaultii）非常相似。在印度沙灘上混居的冬季群體中，因其體型和結構的明顯差異，分辨這些物種並不困難；但若在西歐發現單獨迷鳥，則識別難度大大增加，因為兩者在該區域都非常罕見。問題更嚴重的是中東亞種的鐵嘴沙鴴最與蒙古沙鴴相似。蒙古沙鴴通常具有較深色的腿部，白色的額頭，和比鐵嘴沙鴴更均勻的白色翼帶。

## 分佈

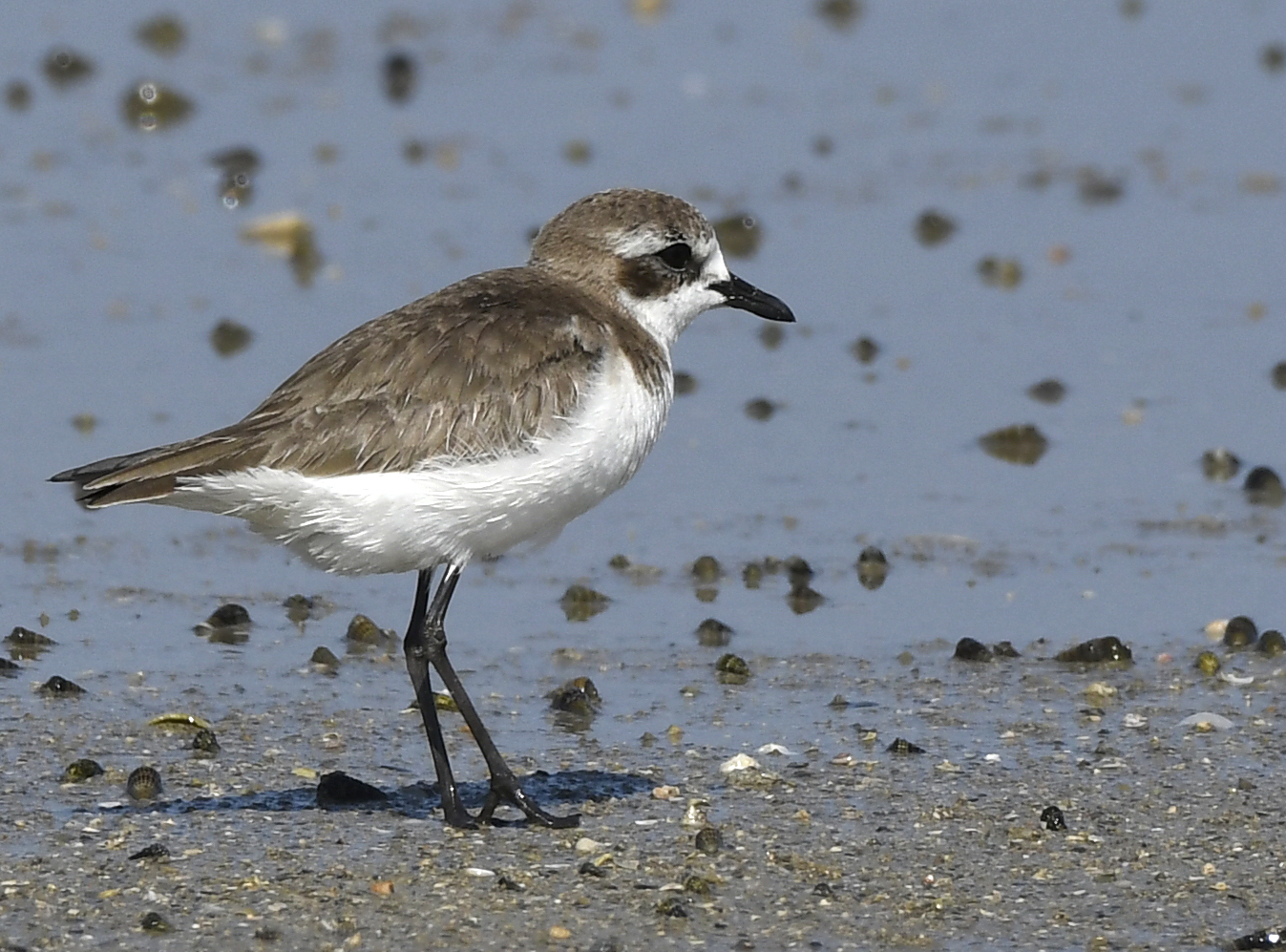
攝於 賈姆訥格爾，古吉拉特邦, 印度

蒙古沙鴴在東北西伯利亞的光禿沿海平原上不連續地繁殖，與蒙古沙鴴在分佈區的東部有交集；其亦曾在阿拉斯加繁殖。此種鳥類在裸地窪地築巢，產下三枚鳥蛋。它是高度遷徙的物種，在東亞和東南亞的沙灘上過冬。

## 生態

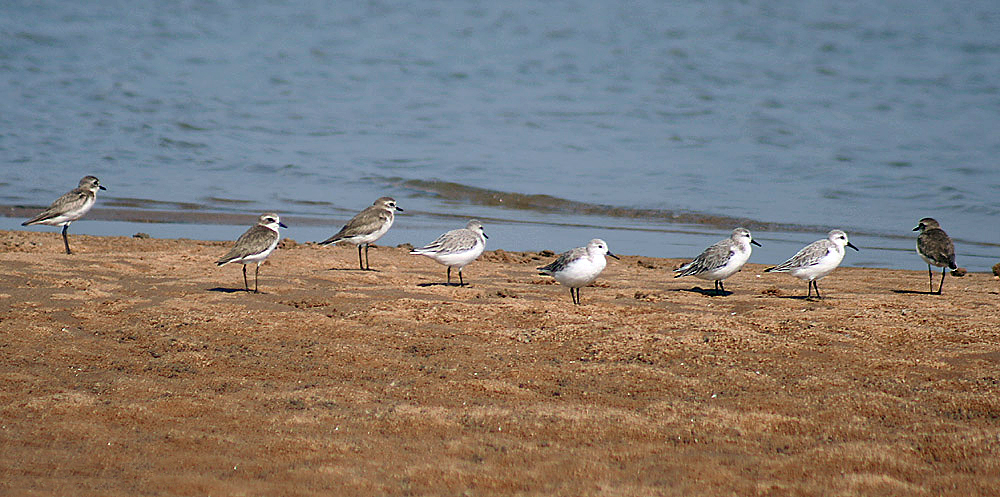
蒙古沙鴴與三趾濱鷸 吉爾卡湖，奧裡薩邦, 印度

蒙古沙鴴主要以昆蟲、甲殼類和環節動物為食，通過跑停結合的方式捕食，而不像其他涉禽那樣不斷探查。與大沙鴴相比，這種鳥類在覓食時的步伐較少，停頓時間較短。
其飛行叫聲為一種硬顫音。
蒙古沙鴴是非歐亞遷移性水鳥協定（AEWA）所涵蓋的物種之一。

## 識別
尺寸是區分蒙古沙鴴與鐵嘴沙鴴的因素之一，蒙古沙鴴略小。然而，單靠尺寸並不容易，尤其是當它們單獨出現時。喙的長度是另一個區分特徵，蒙古沙鴴的喙通常較短。蒙古沙鴴的腿部顏色通常較深，從黑色到灰色不等，而鐵嘴沙鴴的腿部顏色較淺，從灰色到淡黃色不等。